# Padham’s Green
Padham's Green – przysiółek w Anglii, w Esseksie. Padhams Green było Perhams w 1581.